# Trifolium stellatum
Trifolium stellatum — вид рослин родини Бобові (Fabaceae). Етимологія: лат. stellatum — «зоряний».

## Морфологія
Однорічна прямовисна волохата рослина, що досягає висоти росту між 5 і 30 сантиметрів. Стебла прості або гіллясті від основи. Листки чергові, черешкові і трійчасті. Листя довжиною від 4 до 15 міліметрів. Суцвіття 20–35 мм в діаметрі, кулясті. Квітки від 9 до 12 міліметрів в довжину, від білуватого кольору до рожевого. Малий бобовий плід залишається включений в чашу. Насіння 1,6–2,3 мм, гладкі, жовтуватого кольору.

## Поширення, біологія
Поширення: Північна Африка: Алжир; Єгипет; Лівія; Марокко; Туніс. Західна Азія: Кіпр; Іран; Ірак; Ізраїль; Йорданія; Ліван; Сирія; Туреччина. Кавказ: Грузія; Росія - Дагестан. Південна Європа: Албанія; Колишня Югославія; Греція [вкл. Крит]; Італія [вкл. Сардинія, Сицилія]; Франція [вкл. Корсика]; Португалія [вкл. Мадейра]; Гібралтар; Іспанія [вкл. Балеарські острови, Канарські острови]. Натуралізований: Сполучене Королівство, Сполучені Штати Америки - Каліфорнія.
Населяє бідні луки; 0–1500 м. Квітне з березня по червень.

## Галерея

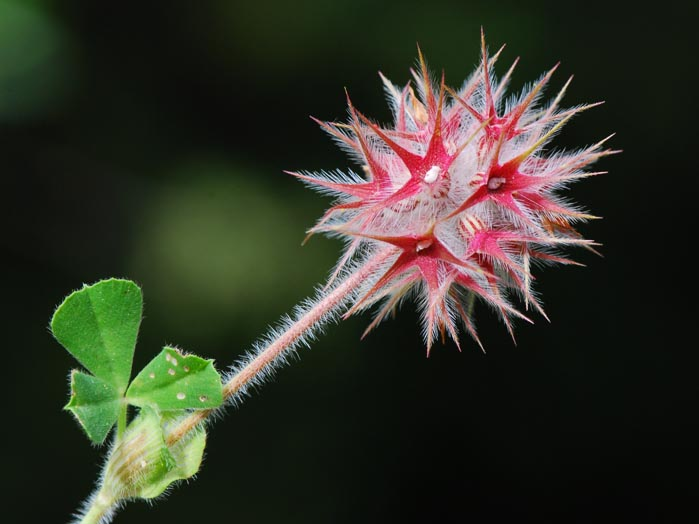
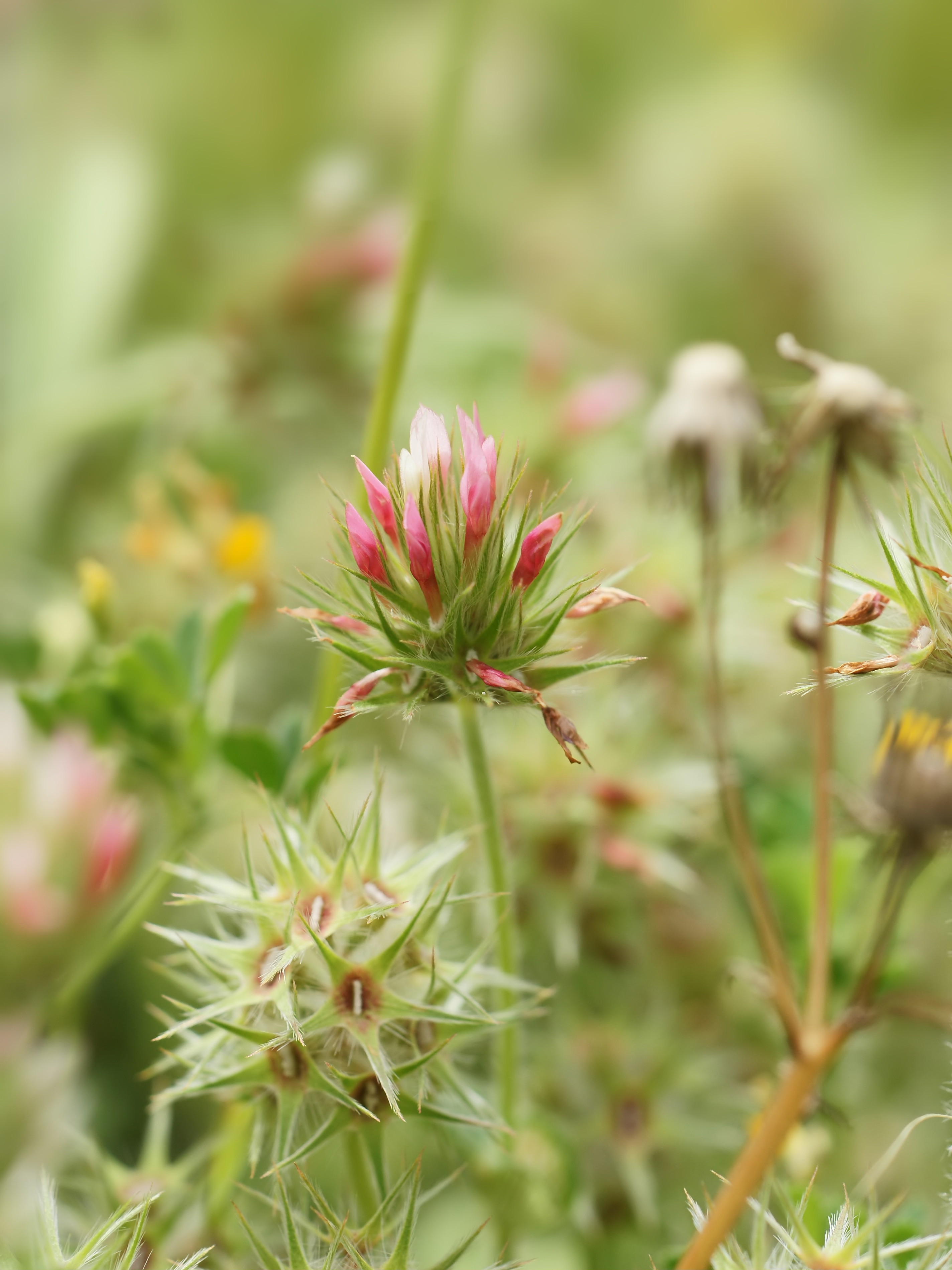
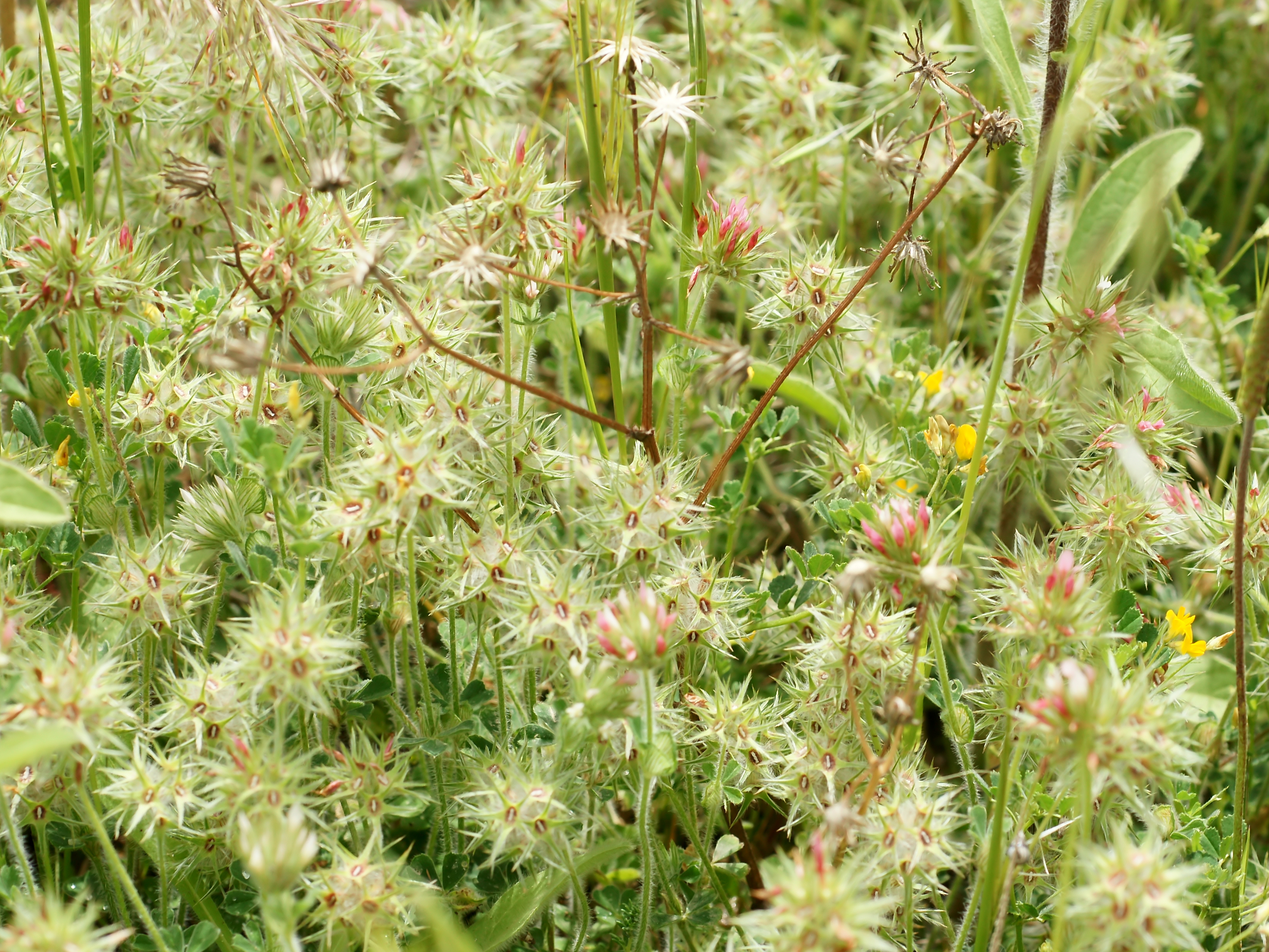
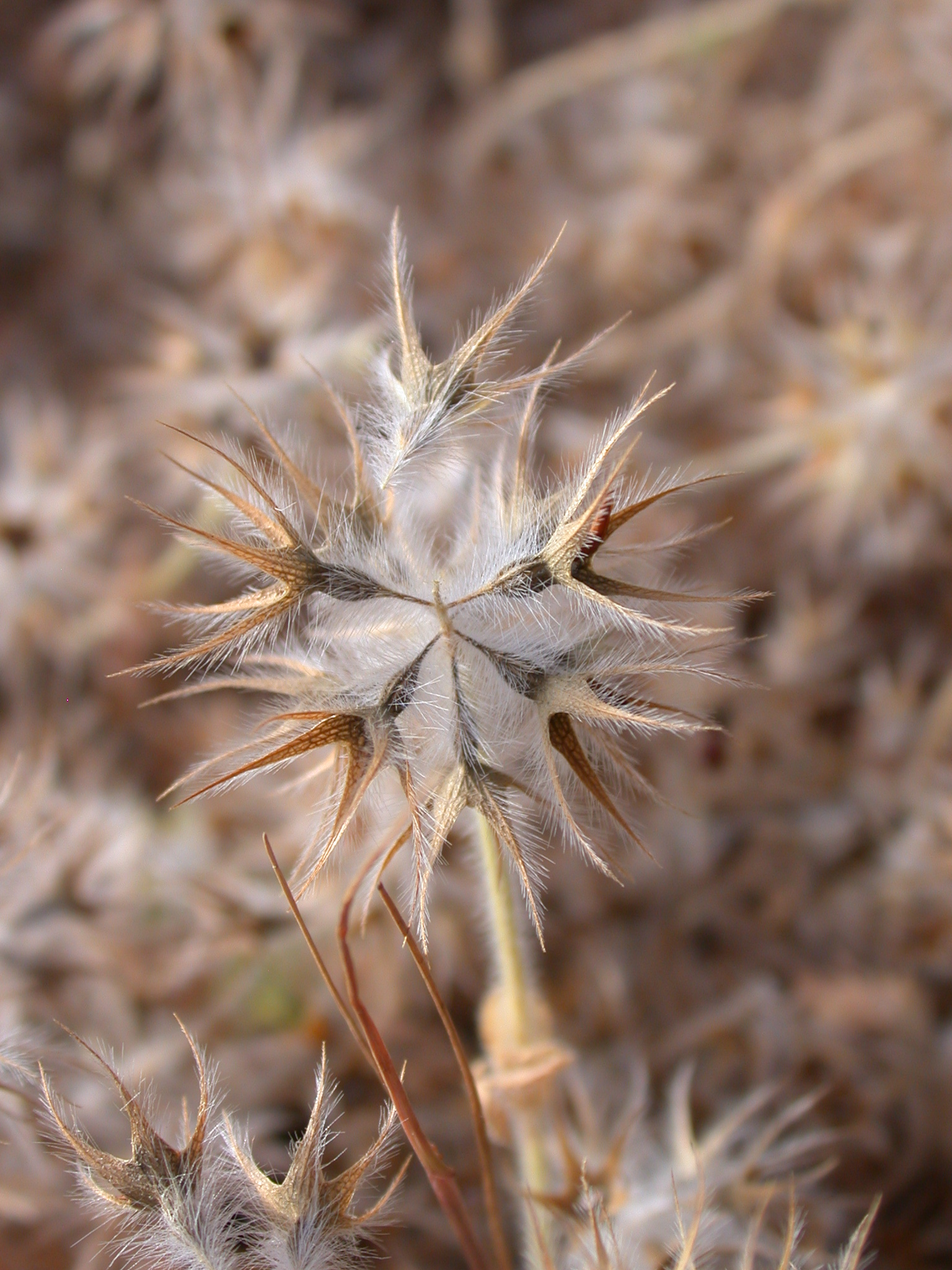